# 유승필
유승필(柳承弼, 1946년 9월 23일 ~ )은 대한민국의 의약품 제조 회사 유유제약 경영인이다.
1963년 서울고 2년 수학 후 미국 유학, 1965년 Diploma Woldorf School 졸업, 1965년 - 1969년에는 B.S. Heidelberg College 수학, 경제학 전공.
1969년 - 1971년에 컬럼비아 경영대학원 재정학 석사.
1973년 - 1979년에는 컬럼비아 경영대학원 국제경영학 박사를 취득하였다.
주요 경력으로는 1972년 서강대, 경희대 경영학과 전임강사 역임.
1975년 - 1977년 컬럼비아 경영대학원 최고 경영자 연수반 강사 역임.
1976년 - 1978년 포덤 대학교, Fairleigh Dikinson 대학 N.J. 강사 역임,
1979년 - 1982년 Pace 대학원 N.Y.C. 조교수를 역임 하였다.
1987년 - 2001년에 유유산업(주) 대표이사 사장, 1993년까지 WSMI(세계대중약협회) 아시아 태평양지역 부회장을 지냈다.
1995년 – 2000년 KPMA(한국 제약협회) 부회장, 1997년 – 2001년 한국 콜럼비아대학교 총동창회 회장을 지냈다.
1997년 - 현재에는 서울 주재 아이티 명예영사, 2001년 - 2003년 KPMA(한국 제약협회) 이사장, 2001년 - 현재 ㈜유유제약 대표이사 회장을 지내고 있다.
수상으로는 2003년 4월 국민훈장 모란장(대통령상), 2004년 4월 약의상 수훈, 2008년 3월 납세자의 날 대통령 표창
대표저서 및 작품으로는 1. 한국 대기업의 재무구조와 수익성 2.미국, 일본의 상업은행 비교3. 경제 칼럼 (1986. 4. 24. ) 주간매경4. 잊을 수 없는 사람 (1986. 6. 22. ) 한국 경제 신문
5. 제약업계의 창조적 혁신과 정부역할 (1997. 1. 15. ) 실물경제(KIET)등이 있다.

## 판매 상품
- 타나민(Tanamin) - 뇌·말초 순환개선제이다. 독일 슈바베사가 개발한 특허추출 원료인 Egb761로 만들어지며, 1993년 출시된 후 전문의약품으로 취급되었지만 2007년 5월 일반의약품용도 출시되었다. 타나민은 독일과 프랑스에서 각각 1987년부터 1992년, 1986년부터 1993년에 전의약품 중 판매율 1위를 기록하였다.[2]
- 유판씨 - 국내 최초로 비타민C 정제 발매 제품이다.

## 가족 관계
- 아버지 : 유특한(1918년 9월 19일 ~ 1999년 12월 6일) - 유유제약 창립자
- 어머니 : 고희주( ~ 2021년 11월 16일)
- 백부형 : 유일한(1895년 1월 15일 ~ 1971년 3월 11일)
- 배우자 : 윤명숙
  - 아들 : 유원상(1974년 ~ )
- 동생 : 유승지(1949년 ~ )
- 동생 : 유승식